# Нестор Ортіс
Нестор Ортіс (ісп. Néstor Ortiz, нар. 20 вересня 1968, Турбо) — колумбійський футболіст, що грав на позиції захисника, зокрема за клуб «Онсе Кальдас», а також національну збірну Колумбії.

## Клубна кар'єра
У дорослому футболі дебютував 1989 року виступами за команду «Онсе Кальдас», в якій провів вісім сезонів, взявши участь у 172 матчах чемпіонату. Більшість часу, проведеного у складі «Онсе Кальдас», був основним гравцем захисту команди.
Згодом з 1997 по 2006 рік грав за «Депортес Толіма», «Мільйонаріос», «Депортіво Пасто», «Санта-Фе» та венесульський «Карабобо».
Завершив ігрову кар'єру у Венесуелі, в команді «Депортіво Ансоатегі», за яку виступав протягом 2006—2007 років.

## Виступи за збірну
1994 року дебютував в офіційних матчах у складі національної збірної Колумбії. У складі збірної був учасником чемпіонату світу 1994 року у США.
Загалом протягом трирічної кар'єри в національній команді провів у її формі 8 матчів.